# Abies numidica
Espèce
Classification phylogénétique
Statut de conservation UICN

 CR B1ab(i,ii,iii)+2ab(i,ii,iii) : 
En danger critique
Le Sapin de Numidie (Abies numidica) ou Sapin d'Algérie (en Kabyle : Tumert), est une espèce de conifère du genre Abies, famille des Pinaceae.
Elle est endémique  des monts Babor et Tababort au nord de l'Algérie.

## Description

### Caractéristiques végétatives
Le sapin de Numidie est un arbre à feuilles persistantes qui peut atteindre 25 mètres de haut. Les branches denses partent horizontalement du tronc et forment une couronne conique. Les jeunes arbres ont un gris lisse écorce qui devient brun et gris avec l'âge et les flocons ouverts. L'écorce des branches est de couleur vert jaunâtre brillant à brune.
Les bourgeons en forme d’œuf sont de couleur brun foncé et sont sans résine ou recouverts d'une fine couche de résine. Les feuilles sont en forme d'aiguille, de couleur vert foncé de 15 à 20 millimètres de long et sont proches des branches. Sur le dessus de la branche, ils se détachent comme un pinceau alors qu'ils se détachent en forme de V sur le dessous de la branche. Il y a deux bandes somatiques blanches sur la face inférieure des aiguilles.

### Caractéristiques génératives

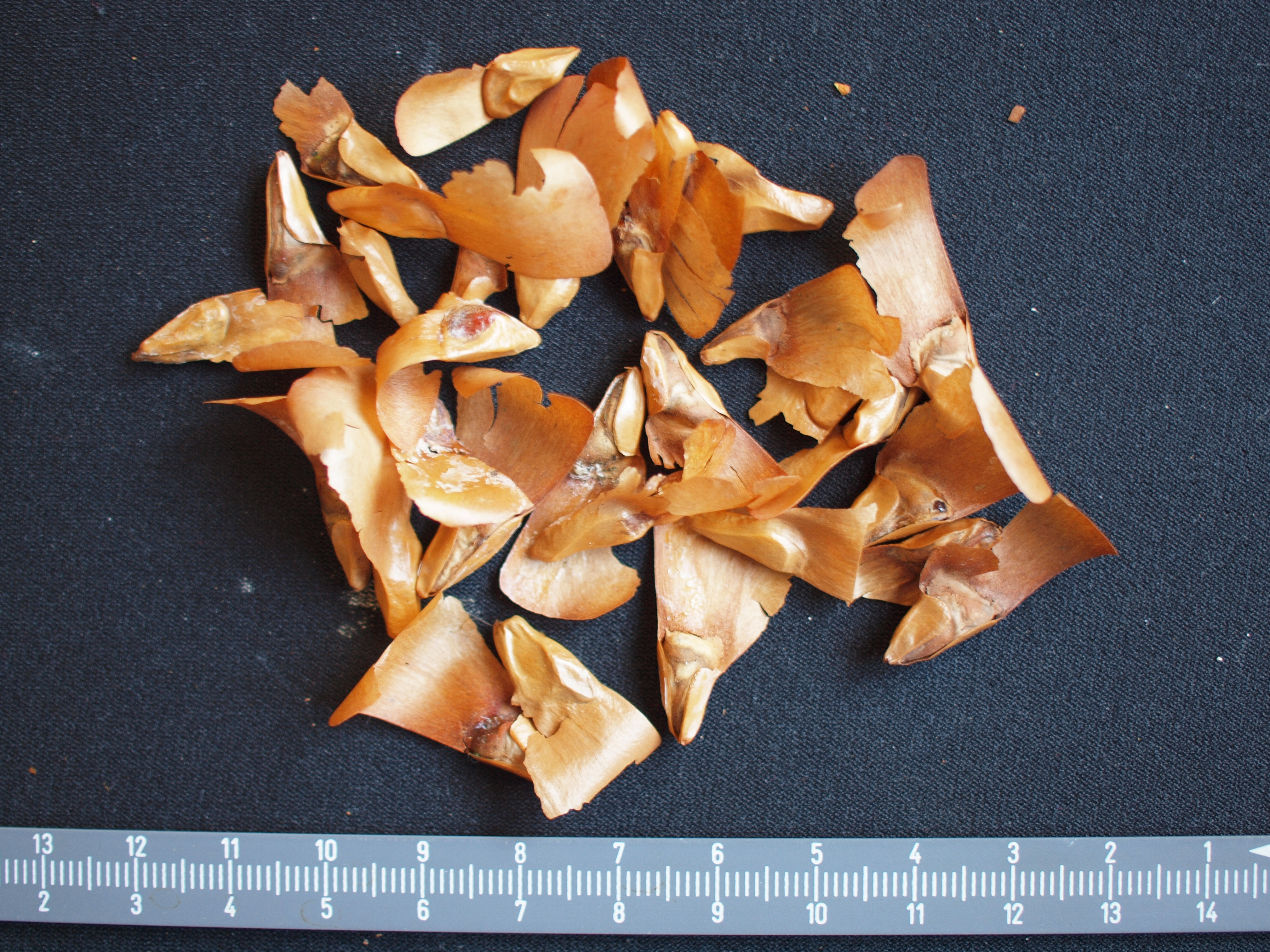
Graines d'Abies numidica.

Comme toutes les espèces de sapin, le sapin numide est unisexué (monoïque). Les cônes, cylindriques d'une longueur de 15 à 20 centimètres et d'un diamètre de 3,5 à 5,5 centimètres, sont de couleur jaune verdâtre. Les écailles des graines mesurent environ 3 centimètres. Les graines mesurent entre 12 et 14 millimètres de long et ont une aile plus longue que la graine. Le poids de mille grains est d'environ 70 grammes Les semis se forment (quatre à huit cotylédons).
Le nombre de chromosomes est 2n = 24.

## Épandage et localisation
Le sapin de Numidie est originaire d'Algérie. Il ne pousse que sur les pentes du mont Babor et du mont Tababort, qui sont situés dans la région de Kabylie. Ils peuvent être trouvés à des altitudes comprises entre 1300 et 2000 mètres.
Des peuplements mixtes sont souvent formés avec le cèdre de l'Atlas (Cedrus atlantica), le houx européen (Ilex aquifolium), le chêne algérien (Quercus canariensis) et l'if européen (Taxus baccata).

## Mise en danger et protection
L'espèce est inscrite sur la Liste rouge de l'UICN comme «en danger critique d'extinction».

## Galerie

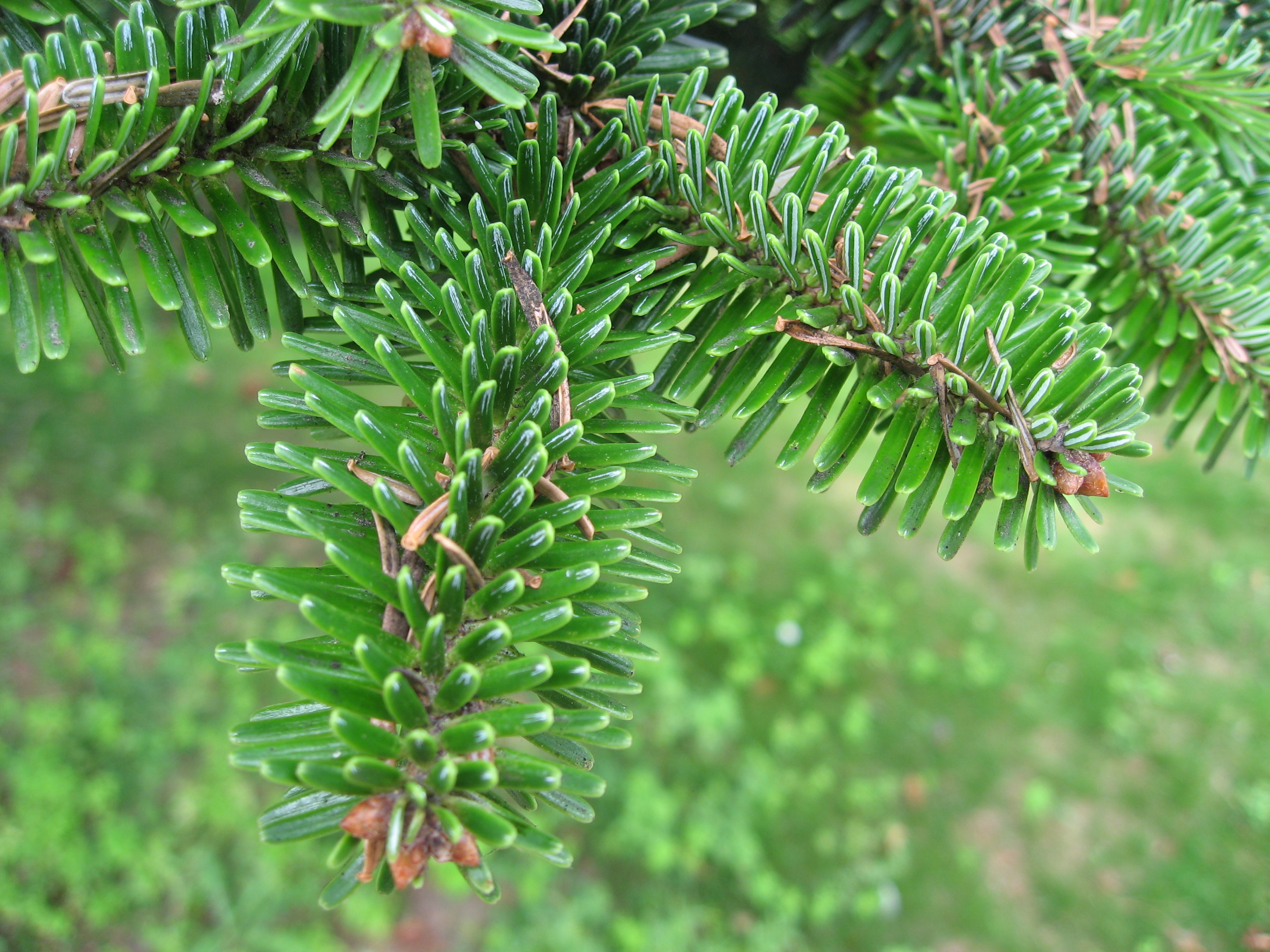
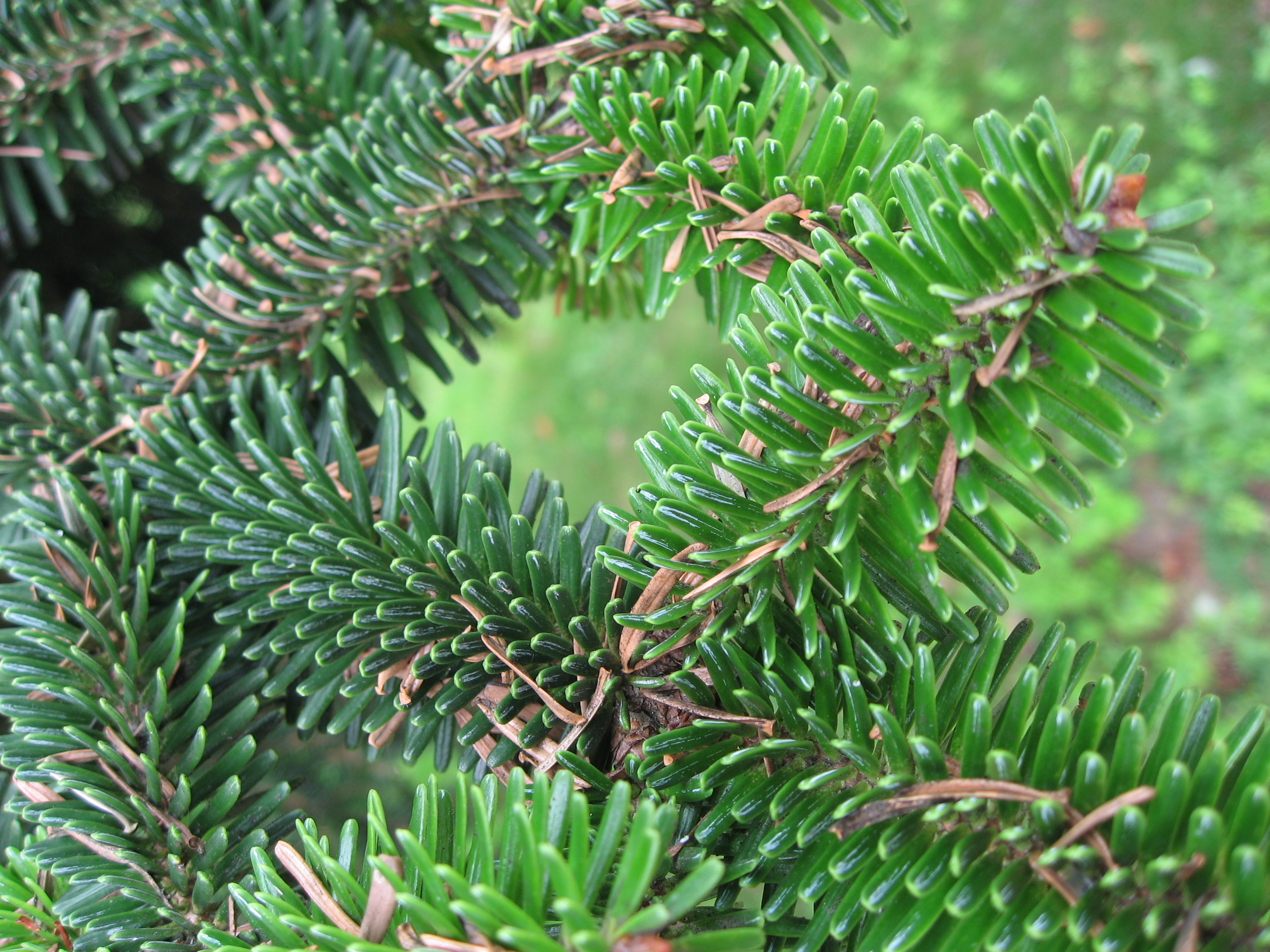